# アグニIV (ミサイル)
アグニIV (アグニフォー、英: Agni-IV)は、インドのアグニシリーズミサイルの4番目に当たる中距離弾道ミサイル (IRBM) であり、以前はアグニIIプライム (Agni-II')として知られていたものである。 
アグニIVは、2011年11月15日にオリッサ州沿岸にある Wheeler島から打上げ試験が実施された。
このミサイルの射程は2,500から3,500 kmであり  アグニII とアグニIIIの間の射程のギャップを埋める存在である。
アグニIVは1トンまでの弾頭を搭載可能であり、射程と同時に破壊力も高めるような設計となっている。また、リング・レーザー・ジャイロスコープや複合材料製ロケットモーターなどの最新技術も採用している。
アグニIVは2段式固体燃料ミサイルであり、全長は20ｍ、重量は17トンである 。
また、路上移動式ランチャーから発射可能である。
アグニミサイルを、弾道弾迎撃ミサイルシステムを突破するために最適化する努力は続けられている。アグニIVの、レーダーおよびその他の検知手段に関するシグネーチャー(探知されやすい特徴)は大幅に低減されており、対抗手段に対するこのミサイルの抵抗性を高めている。

Agni missile range.